# 半潜水艇

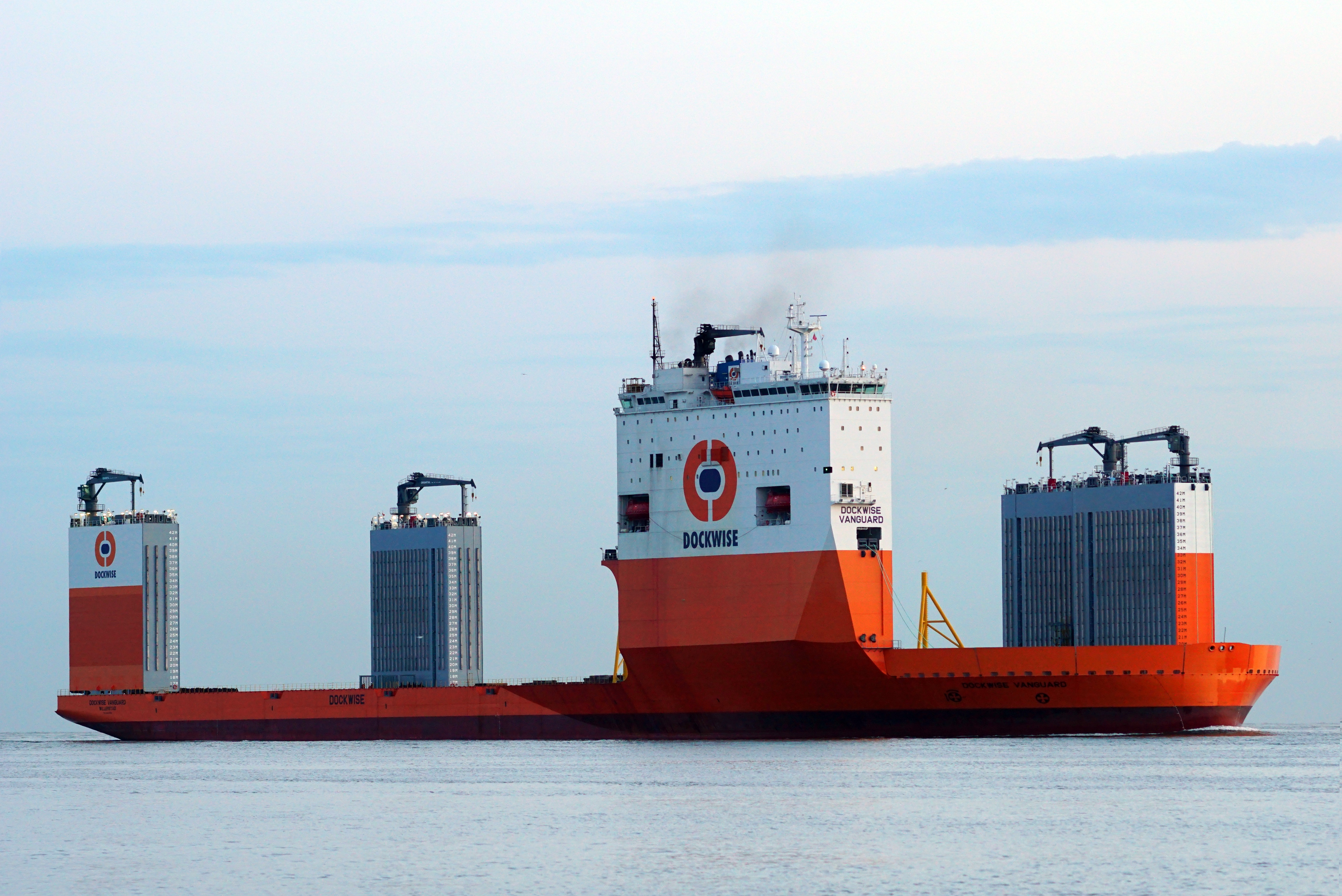
ドックワイズ社の「BOKA バンガード（ヴァンガード）」（BOKA Vanguard. 2012年進水。91,784 GT）は、半潜水式重量物運搬船（セミサブ型ヘビーリフトシップ）であり、2012年以来現在（2020年時）における世界最大の重量物運搬船である。2014年撮影。

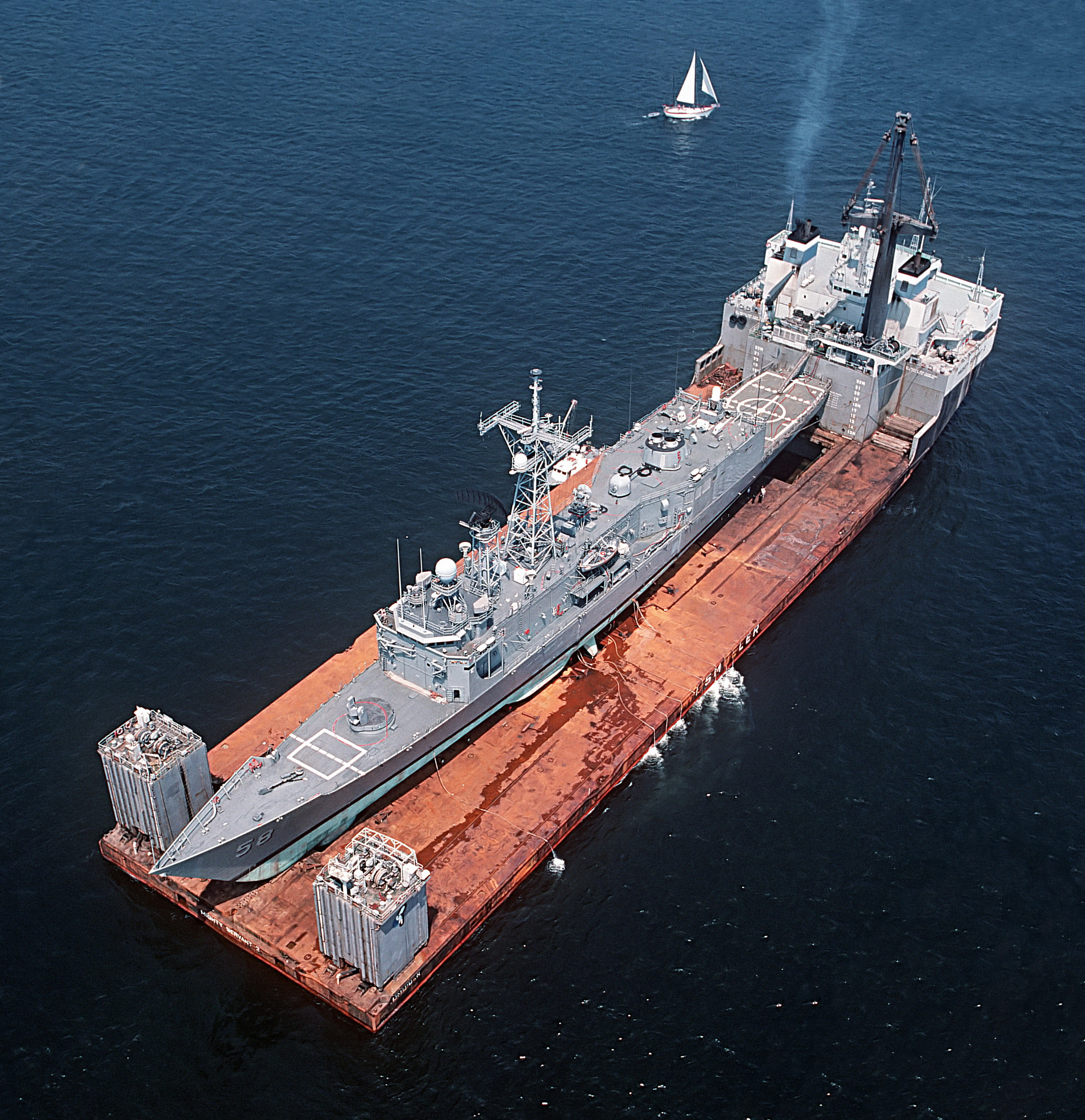
フリゲートを輸送する半潜水艇
灰色一色の小さいほうがアメリカ海軍のミサイルフリゲート「サミュエル・B・ロバーツ」(4,100 L/T) で、それを載せている大きな船がドックワイズ社の半潜水艇「マイティ・サーバント2」（1983年竣工。29,193 GT）。画像は1988年（イラン・イラク戦争中）のもので、アーネスト・ウィル作戦中にペルシャ湾で機雷攻撃を受けて損傷した前者を母国へ帰還させようとしているところ。撮影地はUAEのドバイ沖。

半潜水艇（はんせんすいてい）とは、潜水艦のように完全潜航はできないが、船体をある程度まで水没させて航行することができる特殊な船舶のこと。
英語では「semi-submersible vessel」といい、略して「semi-submersible」ともいう。日本語では、「セミサブマーシブルヴェゼル」や略称「セミサブ」が、少なくとも業界用語としては通用している。
軍事作戦とそれ以外の様々な民間作業での使用が多いが、水中を観察できる観光用などもある。本項では、こうした部分的な潜水能力がある船を全般に解説していく。
水面上にある部分がかなり小さいため、半潜水艇は通常の船より波の影響を受けにくいが、常にバランスを取る必要がある。

## 概要
半潜水艇は、軍事目的においては完全な潜水艦・潜水艇の代用として使用されることが多い。一般に「潜水」の方式は、完全な潜水艦の場合と同様に、船内に設けられたタンクに注排水して浮力を調整することで行われる。ただし、浮力の調整能力がなく、最初から極端に低乾舷の設計となっている場合もある。
軍用船としては、完全な潜水艦と同等とは言えないまでも、発見可能性や被弾可能性の低減をある程度実現できる利点がある。また、完全な潜水艦を建造するのに比べれば、高水圧への対応や吸排水機構など技術的に高度な部分がないため容易かつ安価に建造できる。実例としては、後述する北朝鮮の現用艇のほか、南北戦争の南部連合の港で北軍の封鎖艦隊攻撃に使われたデイヴィッド型半潜水艇や太平洋戦争末期に日本陸軍が建造した五式半潜攻撃艇などが挙げられる。
民間目的では、水面上にある部分が小さいことによる安定性を利用することを目的としたものが多い。また、船底に窓が設けられて海中を覗けるというだけの観光船の場合、通常の船舶と基本設計は何ら変わらず、もちろん前述のような浮力調整機構は設けられていない。

## 軍用

### 軍事史
アメリカ合衆国の南北戦争において用いられた装甲艦の「モニター」は、もっとも初期の半潜水艇であると考えられており、乾舷が非常に低く推進機関と燃料と乗員設備の全てを水面下に備えていた。小さな操舵席と円筒形の砲塔と煙突だけが甲板上に突き出していた。しかし、バラスト水を注排水することによって深さを調節することはできなかったため、モニターは真の半潜水艇とはいえない。
スピュイテン・デュイヴィル（USS Spuyten Duyvil）は、タンクに注水して潜水することで低い外形をもつ外から見えづらい攻撃艦となり、モニターと同じように指向・伸展可能で再装填できる外装水雷を装備するなど多くの革新的な特徴を持った兵器システムとして、真の半潜水艇であった。

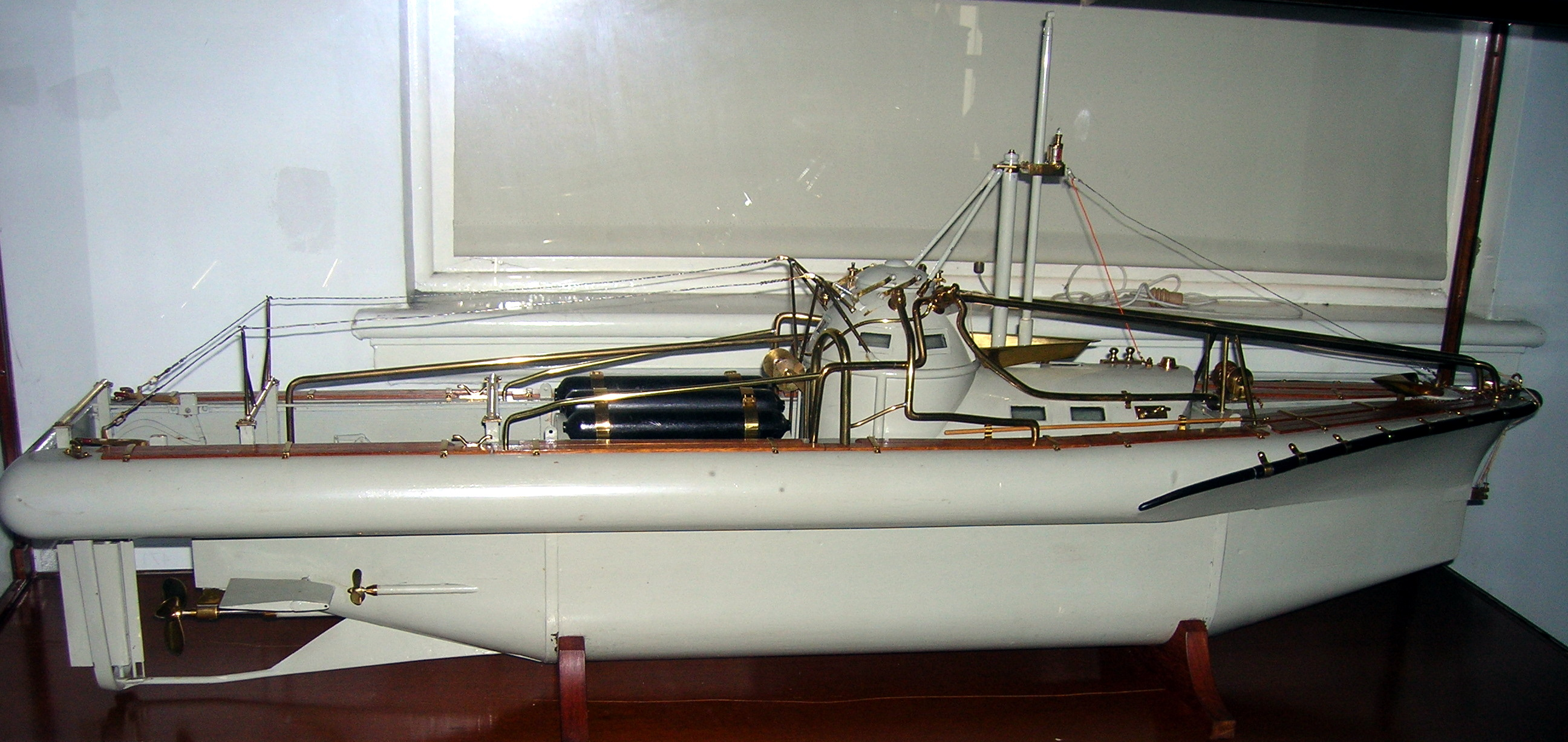
ウェルフレイターの模型

第二次世界大戦において、イギリスはフロッグマンを輸送するための半潜水艇としてウェルフレイター（Welfreighter）を開発・設計した。大日本帝国陸軍も五式半潜攻撃艇を開発しているが、実戦には参加していない。
水面上に露出する断面積が小さいことは、艦の安定性向上に有効である。また、潜水艦は艦首で波を作らないので、水面下で活動するためには潜水艦が非常に効率的であると考えられた。この考えに基づき、2つの潜水艦のような水面下の構造物と、上部構造物を支える流線型のパイロンで構成された船が提案され、試作が行われた。半没水型双胴船と呼ばれるこの船は、荒れた海で船のサイズで規定される限界までの高い効率と安定した運用を可能にする。英語ではSmall Waterplane Area Twin Hullの略でSWATHと呼ばれる。
ロッキードはシー・シャドウという多くの点で上述のSWATHに似た船を設計し建造した。ただし、パイロンの上に上部構造物を載せるのではなく、船体と上部構造物は連続的な構成になっており、側面を傾斜させることでレーダーに映りにくいステルス構造となっている。
2024年、遠征前進基地作戦構想の一環として、アメリカ海兵隊が敵の支配地域の奥深くにいる小規模な部隊に物資を供給する方法として、「麻薬密輸用潜水艇」からヒントを得た安価な無人半潜水艇の実験を開始した。

### 北朝鮮の半潜水艇
北朝鮮の特殊機関は多数の半潜水艇を保有しているといわれる。この艇はイランなどへも輸出されている。

#### 開発の経緯

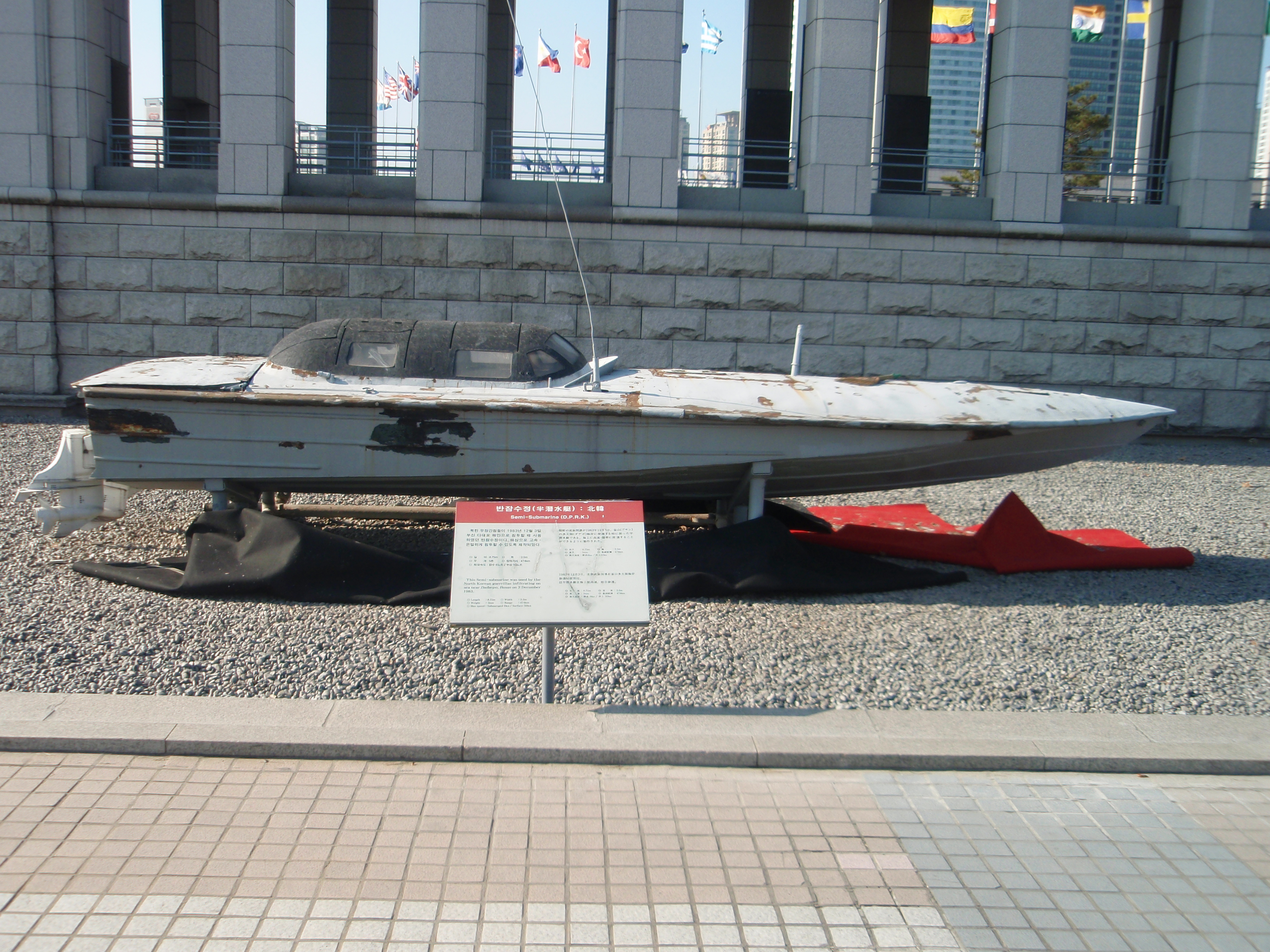
1983年12月3日に多大浦への浸透に使用された半潜水艇

北朝鮮は朝鮮戦争停戦後から「対南工作」「祖国統一事業」と称して韓国に多数の工作員を秘密裏に侵入させてきたが、年を追うごとに韓国もスパイ侵入を阻止する方策を次々に実行した。軍事境界線はもちろんのこと、韓国全土の沿岸部にある侵入の蓋然性が高い海岸には陸海軍の警備所を設置し、通報者への懸賞金制度（工作船の第一発見者には韓国政府から5,000万ウォンが贈られる）の創設により、沿岸の監視を強化した。発見されたスパイ容疑の不審船に対しては、対艦ミサイルまで使用した徹底的な取り締まりを行い、漁船に偽装した北朝鮮の侵入用小型船舶を次々と捕捉、撃破していった。そのため、1980年代頃から北朝鮮は沿岸警備の目をかいくぐる半潜水艇を開発、投入していった。

#### 特徴
北朝鮮の半潜水艇には複数のタイプがあり、現在も生産と改良が進められていることがわかっているが、1998年に韓国軍に韓国南部海上で撃沈され、後日引き揚げられて韓国国家情報院、米韓技術情報チームによって検証されたSP-10H型というタイプの半潜水艇（朝鮮労働党作戦部所属）では、魚網切断装置や日本製のGPSとレーダー、HF無線機の装備が初めて確認された。
このSP-10H型半潜水艇は全長約12m、全幅約3m、高さ約1.5m、排水量11tの大きさであり、喫水は約70cm。アメリカのマーキュリー社製とみられる375馬力エンジン3基を搭載して最高速力は半潜水時は6ノット、浮上時は45ノットである。定員は8名で、居住性は皆無。また、ごく短時間ではあるが、停止して水中に完全に船体を沈めて隠れられることも確認された。船体にはレーダーに映りにくくなる黒い特殊塗料が塗りつけられている。
標準武装は、各乗員の個人火器、二門のRPG-7発射機および17 - 30kgの自爆用高性能爆薬である。爆薬の信管には、敵艦への体当たりの衝撃で起爆するものと自爆ボタンの操作で起爆するものが装備される。

#### 半潜水艇の任務・侵入方法
この半潜水艇は、工作員を韓国に隠密裏に侵入させる任務、あるいは北朝鮮に帰還させる任務に使用される。侵入する目的地の海岸まで30海里の位置までは浮上して高速で接近する。それ以降は艇内のタンクへの注水で少し姿勢を下げ、12ノットで航行する。残りの距離が12海里を切った時点で半潜水状態に移行し、窓（水面上50cm）とシュノーケルのみを水上に出す低姿勢によって韓国側のレーダー探知を避けながら6ノットで侵入する。エンジンの騒音で韓国側に気づかれないよう、目的の海岸まで500mの位置まで到着するとエンジンを止めて停泊し、工作員と案内員を降ろす。彼らは泳いで海岸から密上陸していく。工作員の上陸後、戻ってきた案内員を回収して帰還する。案内員とは、上陸直後まで同行し工作員を護衛する役目の工作員。射撃のプロであり、撃術（キョクスル）と呼ばれるテコンドー等から派生したとされる軍隊格闘術（CQC）に秀でた戦闘員である。
半潜水艇の航続距離は最大720kmとされ、単純に考えれば北朝鮮から韓国南部まで単独で往復できる計算であるが、韓国側の警備の目を盗むためには大きく遠回りする航海をしなくてはならない。また、長い航海に耐えうる居住性もない。そのため、北朝鮮から遠い韓国南部以遠への侵入の際には、母船を務める工作船に格納されて目的地の近海（おおむね40海里）まで運ばれる必要がある。距離の短い韓国北部への侵入には母船を使わず、北朝鮮のヘジュ港などの前線基地から単独、最短距離で任務に向かう。

## 民生用

### 水中観光
半潜水式グラスボートは、「水中観光」が売りの比較的小規模な船による遊覧船として運用されるのが通例となっている。
乗客は乗船すると水面下に設置されている席まで下り、水面下に設置された窓から水中を眺めることができる。これにより、潜水した船に乗っているかのような雰囲気を楽しめる。こうした船は世界中の景勝地などで運航されている。
その地域で運用されている半潜水式グラスボートをなんと呼ぶかは、地域ごとに様々である。日本のものでいくつか例を挙げるなら、「半潜水艇」「半潜水式グラスボート」と船種名そのままのものを始め、多く見られる「グラスボート」「水中遊覧船」「水中観光船」「海中観光船」のほか、「遊覧船」「半潜水型展望船」「海中展望船」「海底透視船」「海洋自然観察船」「マリンビューワー」などといったものもある。
現代日本の半潜水式グラスボート
21世紀前期前半の日本では、沖縄県で数多く運用されている。2020年時点では、那覇市の「マリンスター」「ハーモニー」「オルカ」、恩納村の万座ビーチの「サブマリン Jr.II」、本部町の「PIAZZA-1（ピアザワン）」、宮古島市の「シースカイ博愛」などのほか、小さな船は把握しきれないほどの数に上る。鹿児島県では奄美大島の「せと」 が、宮崎県では日南市南郷町の「なんごう」が、長崎県では五島市にある福江海中公園の「シーガル」、佐賀県では呼子港の「ピンクジーラ」、愛媛県では愛南町の「ユメカイナ」と「ガイヤナ」、徳島県では海陽町の「ブルーマリン」、和歌山県では串本町の「ステラマリス」と白浜町の「りんかい」（■右に画像あり。cf.）、静岡県では伊東市の「はるひら丸イルカ号」「海賊船ゆーみんフック」 と熱海市の「NOAH（ノア）」、神奈川県では三浦市の「にじいろさかな号」、千葉県では館山市の「たてやま号」 と南房総市の「野島崎海底透視船」 が運用されているほか、小舟のようなグラスボートを運用している地域もある。また、北海道の支笏湖では透明度の高さを生かした淡水湖の水中観光が行われており、「サファイア」と「エメラルド」が運用されている。

### 海洋調査
フローティング・インストゥルメント・プラットフォーム（英語：FLoating Instrument Platform、頭字語：FLIP）は、荒れた海で安定したプラットフォームを形成するために設計されている特殊な船である。なお、「インストゥルメント」と「プラットフォーム」に日本語表記揺れがあり、「フローティング・インストルメント・プラットホーム」などの表記も考えられる。また、通称としては、頭字語に由来して「FLIP Ship」、あるいは、そこから転じて「宙返り船」「"ひっくり返り"船」を意味することになる「Flip Ship」の愛称もある。
居住空間がある従来型の船尾部と、細長い船首部が主な構造物となっている。この船を真上から見れば、ちょうど「ブラシを上に向けて置いた歯ブラシ」のような形状をしており、ブラシにあたる部分が船尾部、柄にあたる部分が船首部で、船首部は船尾部に近いところだけ（これも歯ブラシと同じように）最も細くなっている。
船首部はチューブ構造になっている。その、チューブ構造になっている部分のうち、船尾部に近い長さにして4分の1ほどはチューブ内が機械構造物で埋まっているが、それより先はフロート構造（浮体構造）の空洞になっており、ここに注水することで重心がフロート構造部に移り、船尾部が水面上に持ち上がる仕組みになっている。
航行する際は普通の船と変わらない姿勢であるが、調査を行う際には、船首を水面下に沈め、水底に向けて船体がひっくり返っているかのような姿勢をとり、つまりは、水面に対して船体が垂直に立ち、船尾部だけを水面上に残した状態になる。5階建てのビルに相当する長さ（垂直位では高さ）がある船尾部の構造は、天地が90度回転した状態に対応しており、4階建ての建築物と同じようなパーティションが組まれているのを基礎として、甲板・扉・梯子・洗面台・便器は水平位用と垂直位用の2通りが設置されているほか、棚などそれ以外の設備も船の姿勢に合わせて回転する仕掛けになっている。垂直位の時（水面に対して垂直になっている時）、水面に接しているのは細いチューブ状の部分だけであり、海のうねりや波が通り過ぎても非常に小さい力しか伝わらないため、通常の船に比べて非常に安定したプラットフォームを形成することができる。

### 重量物運搬船
半潜水式重量物運搬船（英：semi-submersible heavy lift ship、頭字語：SSHL）は、半潜水艇（英：semi-submersible [vessel]）の型式を備えた重量物運搬船（英：heavy lift ship）である。
前部の操舵室と後部の機械室の間に長く低い凹甲板を持っている。表面的には、ばら積み貨物船や石油タンカーにいくらか似ている。バラストタンクに注水して凹甲板を水面下に下げ、他の船舶や石油プラットフォーム、その他の水に浮かぶ貨物を搭載位置に移動させる。その後バラストタンクから排水することで凹甲板を浮上させ、貨物を持ち上げる。貨物のバランスを取るため、バラストタンクは不均等に排水できるようになっている。
半潜水式重量物運搬船の最大の顧客は石油産業である。半潜水式重量物運搬船により多くの石油プラットフォームが輸送されている。建造場所から掘削場所まで、自力で移動する場合に比べておよそ3倍から4倍の速さで移動できる。掘削場所まで石油プラットフォームを迅速に展開することにより、石油産業は多額の経費を節約できる。その他の大型の積み荷やヨットなどの輸送にも用いられる。
アメリカ海軍は過去に数回、艦体を損傷した戦闘艦艇を自国に回航修理するため重量物運搬船を借り受けたことがある。アメリカ船籍の重量物運搬船は存在しないため、アメリカ海軍は世界の商業輸送市場からの借受に依存している。最初の例は1988年4月14日にペルシャ湾中央で機雷によって沈没寸前となったミサイルフリゲート「サミュエル・B・ロバーツ」であった。この艦はドバイ (UAE) まで曳航され、そこでドックワイズ社の半潜水式重量物運搬船「マイティ・サーバント2」(IMO: 8130875)  に載せられてニューポート海軍基地（米国ロードアイランド州）へ運ばれた（■右列に画像あり）。その12年後、2000年10月12日に発生した爆破テロ（米艦コール襲撃事件）では米国のミサイル駆逐艦「コール」が被害を受け、アデン（イエメン）からパスカグーラ海軍基地（米国ミシシッピ州）まで、これもドックワイズ社の半潜水式重量物運搬船「ブルー・マーリン」(IMO: 9186338)  によって移送された（■右に画像あり）。さらに17年後の2017年には、いずれも第7艦隊横須賀基地所属第15駆逐隊BMD対応アーレイ・バーク級ミサイル駆逐艦である「フィッツジェラルド」と「ジョン・S・マケイン」が、前者は6月に日本の静岡県下田沖で、後者は8月にシンガポール沖で、相次いで民間輸送船と衝突し、両艦いずれも損傷して浸水した。「ジョン・S・マケイン」は横須賀海軍基地（日本）へ移送されたが、「フィッツジェラルド」のほうは艦体水密修理後にイージスシステムまでも損傷していたことが判明したため、これを修理できるアメリカ合衆国本土への移送が必要となった。当初は、件の2艦をドックワイズ社の半潜水型重量物運搬船「トレジャー (Treasure)」(IMO: 8617940) が積載し、チャンギ海軍基地（シンガポール）－横須賀海軍基地（日本）－インガルス造船所（米国パスカグーラ海軍基地）と積み替え移送してゆく行程の予定であったが、今度は移送中の「ジョン・S・マケイン」の艦体に亀裂が発見されたうえに、台風の接近で「トレジャー」のピストン移送が不可能となったため、スービック海軍基地（フィリピン）への回航を余儀なくされた。ここに来てアメリカ海軍は「トレジャー」1隻のみに頼った積み替え移送を断念し、これもドックワイズ社の半潜水型重量物運搬船「トランスシェルフ (Transshelf )」(IMO: 8512279) を追加で手配。同船は水密修理を終えた「フィッツジェラルド」をスービックからインガルス造船所へと移送した（■右に画像あり）。
先述したドックワイズ社の半潜水式重量物運搬船「ブルー・マーリン」(IMO: 9186338) は、2004年、GVAコンサルタントが設計した世界最大の半潜水式石油プラットフォームでBP社所有の「サンダーホースPDQ」(MMSI: 366047800)  を、韓国の巨済市にある大宇造船海洋の造船所から米国テキサス州のコーパスクリスティにある造船所まで移送している。
ここまで述べてきた事象でその名がいくつも見られることからも分かるように、半潜水式重量物運搬船で規模の大きなものの多くはオランダ資本の企業ドックワイズが開発・建造・所有・運用に当たっており、この分野に特化した世界的企業である。同社は2004年に「ブルー・マーリン」(IMO: 9186338) の甲板幅を広げて世界最大の重量物運搬船に改造した (51,821 GT)。姉妹船「ブラック・マーリン」(IMO: 9186326)  も当時世界最大級であった。2012年に進水した「BOKA バンガード（ヴァンガード）」(91,784 GT. IMO: 9618783)  は、前2者より遥かに大きく、2012年以来現在（2020年時）において「世界最大の重量物運搬船」である（■右列に画像あり）。同社の船には喪失船もあり、先述した「マイティ・サーバント2」(IMO: 8130887) は1999年11月にインドネシア沖で海図に載っていない水中障害物に衝突して転覆した。また、姉妹船「マイティ・サーバント3」(IMO: 8130899) は2006年12月にアンゴラ沖で石油プラットホーム「アリューシャン・キー (GSF Aleutian Key)」(IMO: 8750091)  を降ろす際に設計限界以上に沈降させたために沈没してしまったが、2007年5月に浮揚され、その後には再び就役している。

### プラットフォーム
半潜水式プラットフォーム（英：semi-submersible platform、頭字語：SSP）とは、着底式とも呼ばれる固定式とは違った、半潜水式（英：semi-submersible）の、海上プラットフォーム/海洋プラットフォーム（英：offshore platform）のことで、全ての形式を名称に載せたならば「半潜水式海上プラットフォーム（semi-submersible offshore platform）」となる。また、多くはリグ/掘削リグであり、そのようなものは、半潜水式リグ（英：semi-submersible rig；セミサブマーシブル・リグ）、半潜水式掘削リグ（英：semi-submersible drilling rig）などとも呼ばれる。日本語ではさらに「セミサブリグ」「セミサブマーシブル」「セミサブ」とまで略す。また、一部の例外を除いて、半潜水式プラットフォームのほとんどは石油プラットフォーム（英：oil platform）であり、すなわちそれは半潜水式石油プラットフォーム（英：semi-submersible oil platform）などと呼ばれるものである。なお、海上掘削リグの浮遊式リグには、半潜水式のほかにジャッキアップ・リグとドリルシップ（掘削船）がある。
石油プラットフォームの発明者は、ロイヤル・ダッチ・シェルのブルース・G・コリップ (Bruce G. Collipp) と見做されている。海底油田の掘削深度が100フィート（約30.5メートル）程度になるまでは固定式プラットフォームが建造されていたが、次第に深海へ移動してメキシコ湾で100から400フィート（約30.5から約122メートル）程度の深さでの掘削設備が必要とされるようになると、ENSCOインターナショナルのような専門の海契約業者が甲板昇降式プラットフォームを投入するようになった。
史上初の半潜水式プラットフォームについては、米国のインガルス造船所で1957年に竣工してメキシコ湾で運用されていた固定式プラットフォーム「ブルー・ウォーター・リグ No. 1(Blue Water Rig No. 1)」が、潜水しきらない状態（半潜水状態）になり（■右に画像あり）、そのままの状態で曳航されたことで、偶然にも「半潜水状態」の有用性が見いだされたという話である。1961年のこと、ブルー・ウォーター・ドリリング社がメキシコ湾でロイヤル・ダッチ・シェルのために保有・運用していた「ブルー・ウォーター・リグ No.1」は、ポンツーンの浮力がリグとその消耗品の重量を支えるためには不十分であったため、ポンツーンの上部から甲板の下側の中間くらいまで沈んだ状態で曳航された。その際、この喫水では動揺が非常に小さいことが観察されたため、両社はこのリグを浮いた状態で運用することにした。それ以来、石油産業専用（石油元売専用）に設計された半潜水式プラットフォームが用いられるようになった。
半潜水式プラットフォームは、海底油田の石油や天然ガスを探索し掘削するための安定したプラットフォームを形成する。タグボートによって所定の位置まで牽引・固定され、また独自のアジポッドという推進装置によって動的な位置保持を行う。
これに関連して、「アンクル・ジョン (SSSV Uncle John)」（1977年竣工。IMO: 7529902） などの潜水作業支援船も建造されている。

### クレーン船
沖合での建設工事における半潜水式の利点は、石油産業に続いてすぐに認識され、半潜水式の起重機船（きじゅうきせん、クレーン船）の導入が急がれた。オランダ資本のマリコン「ヘーレマ・マリンコントラクターズ(HMC)」が、1978年に世界で最初の大水深海域建設船 (英：deepwater construction vessel、頭字語：DCV) として「DCVボールダー(DCV Balder)」(IMO: 7710226)
 と、世界で最初の半潜水式クレーンヴェゼル/半潜水式起重機船/半潜水式クレーン船（英：Semi-submersible crane vessel、頭字語：SSCV）として前者の姉妹船「SSCVハーモッド(SSCV Hermod )」(IMO: 7710214)  を導入している（2隻とも造船したのは日本の三井造船）。これら2隻は、2つの低い位置の船体（ポンツーン）と、それぞれのポンツーンに3つの柱と、上部の船体で構成されている。また、同じ年には、J・レイ・マクダーモットの会社（J. Ray McDermott & Co., Inc.. アメリカ資本の多国籍企業である現マクダーモット・インターナショナルの中核的前身）も、DCVボールダーの約半分の規模の半潜水式起重機船「DB 101」(IMO: 7709069)  を導入している（同船の運用は今では廃止もしくは中止されている）。
半潜水式起重機船は1980年代後半に巨大化し、マクダーモット・インターナショナルは14,200トン吊起重機船「SSCVティアルフ(SSCV Thialf )」（7,100トン起重機タンデム。IMO: 8757740）を1985年に完成させた。同船は1997年以降、ヘーレマ・マリンコントラクターズが所有・運用している。サイペム（イタリアの多国籍油田サービス会社）はパイプレイ船でもある14,000トン吊起重機船「サイペム7000(Saipem 7000)」（7,000トン起重機タンデム。IMO: 8501567）を1987年に完成させ、現在も同社が所有・運用している。2019年にはヘーレマ・マリンコントラクターズが20,000トン吊起重機船「SSCVスレイプニル(SSCV Sleipnir)」（IMO: 9781425｜■右に画像あり）を建造し（2015年発注、2019年進水・竣工。造船はシンガポールの企業セムコープ・マリンによる。最大吊り上げ荷重 (maximum lifting load)：20,000トン〈10,000トン起重機タンデム〉）、運用し始めた。それ以来、現在（2020年時点）は同船が世界最大の半潜水式クレーンヴェゼルである。SSCVスレイプニルは、クレーン船としては初めて低硫黄油 (MGO) と液化天然ガス (LNG) によるデュアルフューエルエンジン (dual fuel engine) を搭載し、世界的な環境規制の強化にも対応している。また、この船には収容人数400の居住棟（白く塗装されている施設）があり、ヘリコプター甲板とスイミングプールが附属している。4対8本の脚を備えている当船の名は、北欧神話の主神オーディンが騎乗する八本脚の神馬「スレイプニル」にちなんでいる。
- 歴代大きさランキング：クレーンヴェゼル（クレーンを搭載したヴェゼル、起重機を搭載した乗り物）

- cf. en:Crane vessel#Heavy lift vessels.

- 歴代大きさランキング：半潜水式クレーンヴェゼル（2020年時点｜数は一つ目が完成年、2つ目は最大吊り上げ荷重）

- 第1位：SSCV Sleipnir（2019年｜20,000t）
- 第2位：SSCV Thialf（1985年｜14,200t）
- 第3位：Saipem 7000（1987年｜14,000t）
- 第4位：SSCV Hermod（1978年｜8,100t）
- 第5位：DCV Balder（1978年｜6,300t）
- 第6位：DB 101（1978年｜3,200t） - 唯一、今では稼働していない。

移動中に半潜水式起重機船は、バラスト水を排水しており、下部船体の一部のみが水中にある。吊り上げ作業を行う時は、バラスト水を注水して船体を沈み込ませ、下部船体を深く潜水させる。これにより、波やうねりの影響が軽減される。また、柱を遠く離して配置することにより、高い安定性が得られる。この安定性によって非常に重い貨物を吊り上げることができる。

### 乾ドック
船の修理や保守に用いられる乾ドック（ドライドック、英：dry dock, drydock）には、半潜水式として入出渠を容易にしたものがある。これを発展させ、ドック自体に航海能力を持たせたものを、フローティング・ドライドック（英：floating dry dock, floating drydock. cf. en:Dry dock#Floating）、あるいは、略してフローティングドック（英：floating dock、頭字語：FD）と呼ぶ。
船体（船底）と両舷の壁面から構成された凹字型をしていて、船橋は壁面上に備えられている。航行困難に陥った船に半潜水状態で接近し、入渠させてから浮上することで修理や保守を行える。ただし、船体は比較的短いため、小型船以外は船首と船尾がはみ出すことが多く、港へ曳航するための応急修理目的が多い。
日本では主に、大規模な防波堤の築造に用いるケーソン（英：caisson）製作等に使われることが多いため、ケーソンドック（和製英語的用法：caisson dock）の別名が定着している。港に停泊して船台に型枠を組み、ミキサー車でレディーミクストコンクリート用のセメント（日本語通称：レミコンセメント）を運び込み、ビルを建てるようにケーソンを建造することができる。
完成・養生後に波が穏やかな日を選んで出航し、目的地で潜行してケーソンを海に浮かせ、自らは離脱して浮上する。後はケーソンの空気抜き管を慎重に開閉して沈着させる。これを繰り返すことで巨大な堤防を比較的安全に築造することができる。設置する港は建造する港から近いことが望ましいが、離れている場合でも現地施工よりも遙かに容易・安価で済むことから広く普及した。

### ロケット発射台

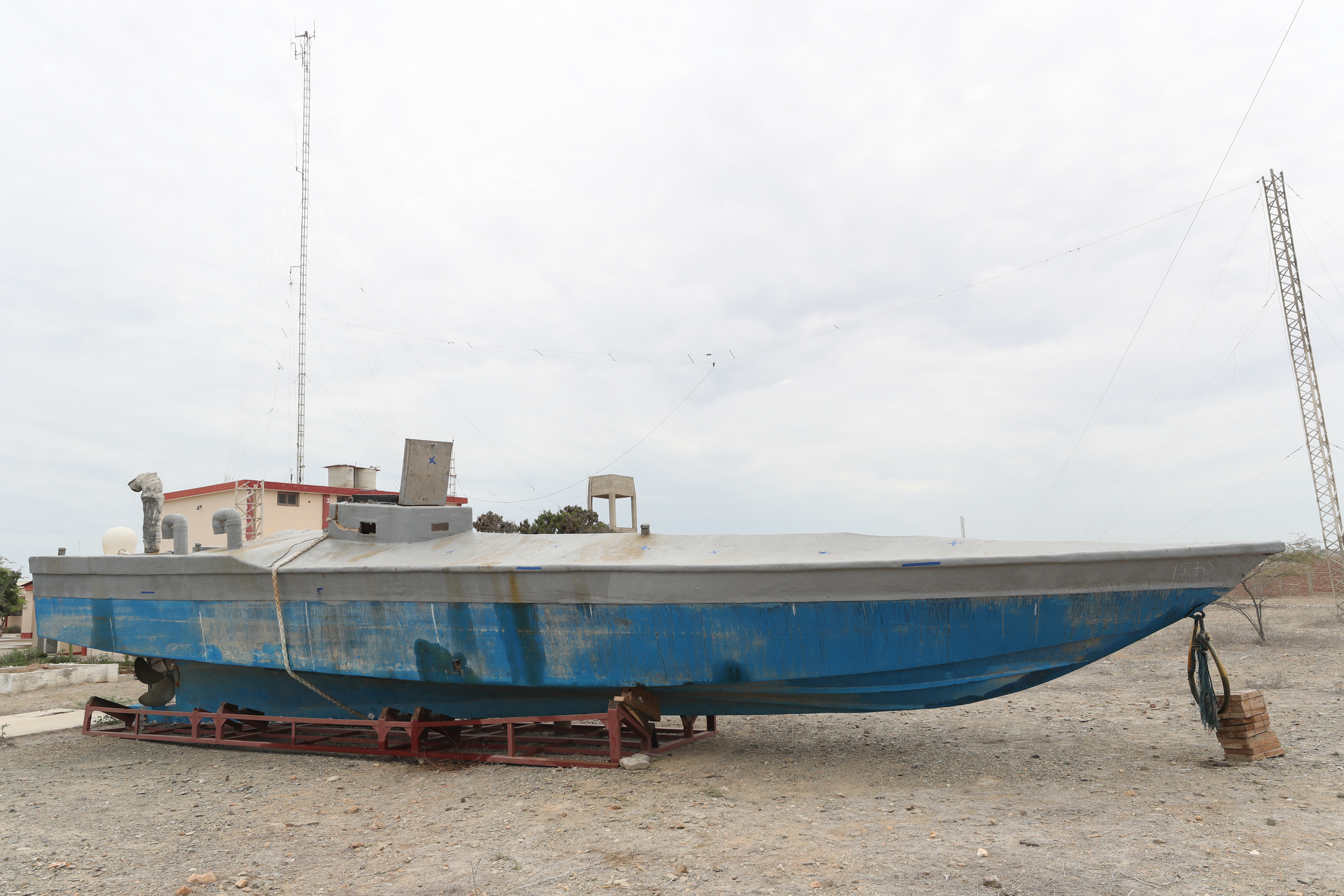
ペルー海軍が2019年に押収した、麻薬密売人の半潜水艇

スペースローンチプラットフォーム（英：space launch platform）とは、ロケットなどを宇宙へ向けて打ち上げるための発射台（ローンチプラットフォーム、ローンチパッド〈launch pad〉）のことであるが、半潜水式のスペースローンチプラットフォームというものがある。
多国籍企業シーローンチは、1988年製の半潜水式石油プラットフォーム「オーシャン・オデッセイ (Semi-submersible Ocean Odyssey)」を改造した半潜水式ロケット発射台「オデッセイ (Launch Platform Odyssey)」を1997年に完成させ、オデッセイに合わせて開発されたロケット「ゼニット3SL」の発射台として用いられている。オデッセイは打ち上げ海域へのロケットの運搬にも使用されている。船舶としては、ロケット発射台サポート用の特殊船舶（英：Rocket Launch Support Ship）「シーローンチ・コマンダー」を司令船として2隻一組の「オデッセイ」(LP Odyssey. IMO: 8753196、MMSI: 636010468) である。同船の母港は米国ロサンゼルスのロングビーチ港。

## その他の使用

### 密輸
コロンビアの麻薬カルテルなどがコカイン密輸用に建造しており、レーダー反射が小さいことから取り締まりが困難になっている。